# سلامتك من الآه
سلامتك من الآه هو البوم للفنان العراقي كاظم الساهر، صدر عام 1994 من إنتاج شركة روتانا.

## قائمة الأغاني
- اختاري  - 14:16- كلمات نزار قباني - ألحان كاظم الساهر
- سلامتك من الاه  - 7:21 - كلمات كاظم الساهر - ألحان كاظم الساهر
- منين اجيب احساس  - 4:45 - كلمات كاظم الساهر - ألحان كاظم الساهر
- موال  - 3:01 - كلمات وضوح - ألحان كاظم الساهر
- نزلت للبحر  - 4:00- كلمات كريم العراقي - ألحان كاظم الساهر
- يضرب الحب  - 4:29- كلمات كاظم الساهر-الحان-كاظم الساهر
- ياساكنه حينا  - 4:21- كلمات فلكلور-الحان-كاظم الساهر
- يالحبيب يا يابا  - 6:13- كلمات كريم العراقي-الحان-كاظم الساهر
- ياليل - 7:35- كلمات كاظم الساهر-الحان-كاظم الساهر